# Rassegna di Nuova Musica
La Rassegna di Nuova Musica è una manifestazione di musica contemporanea che si svolge ogni anno a Macerata.

## Storia
Il Teatro Lauro Rossi non sembra sufficiente sempre per adunare giovani ascoltatori entusiasti, come occorse nel 2007 per la presenza di Karlheinz Stockhausen, l'ultima volta in Italia»
(Mario Bortolotto)
Fondata nel 1983 da Stefano Scodanibbio, la Rassegna di Nuova Musica svolge un ruolo di primaria grandezza nel panorama italiano ed internazionale della musica contemporanea.
Più di 250 compositori e 300 interpreti sino ad oggi hanno trovato nella Rassegna un luogo ideale per proporre esecuzioni di brani che raramente vengono eseguiti nelle sale da concerto, offrendo agli appassionati e soprattutto ai giovani performance di altissimo livello qualitativo.
In questi anni la Rassegna di Nuova Musica ha ospitato e presentato, in alcuni casi per la prima volta in Italia, i più affermati solisti di tutto il mondo, tenuto concerti monografici con commissioni d'opere prime dedicati a Giacinto Scelsi, Sylvano Bussotti, Karlheinz Stockhausen, Franco Donatoni, Salvatore Sciarrino, Brian Ferneyhough, Iannis Xenakis, Gérard Grisey, Julio Estrada, Conlon Nancarrow, Luigi Nono, Morton Feldman, John Cage, Vinko Globokar, Fernando Mencherini e Luciano Berio ed ha proposto inoltre più di settecento opere molte delle quali in prima esecuzione assoluta offrendo debutti importanti a giovanissimi interpreti e compositori.
Tra i gli interpreti ricordiamo: il Quartetto Arditti, il Quartetto Prometeo, l'Ensemble Recherche, i Neue Vocalsolisten di Stoccarda, Butch Morris, Rohan de Saram, Llorenç Barber, David Moss, Fatima Miranda, Elliott Sharp, Fred Frith, Bob Ostertag, Mike Svoboda, Roberto Paci Dalò e Marino Formenti.
La prima edizione si svolse all'Abbazia di Fiastra e vedeva in cartellone Roberto Fabbriciani, Stefano Scodanibbio, il duo Castañon/Bañuelos, Giancarlo Schiaffini, Marco de Santi e Ciro Scarponi. Dal 1990 la rassegna si svolge nel Teatro Lauro Rossi di Macerata.
Di assoluto rilievo l'edizione del 1999 dedicata a Luciano Berio e Edoardo Sanguineti (presenti al Festival), quella del 2004 con la partecipazione dell'icona del minimalismo Terry Riley e l'edizione del 2007 nella quale Karlheinz Stockhausen ha tenuto il suo ultimo concerto in Italia. Per l'etichetta tedesca col legno è stato pubblicato il primo CD della Rassegna di Nuova Musica intitolato Playtime dedicato al compositore Fernando Mencherini prematuramente scomparso nel 1997 realizzato in co-produzione con il Teatro comunale di Cagli.
Nel 2003, per l'etichetta californiana New Albion, è stato prodotto il CD Preludi ostinati dedicato alle musiche per pianoforte di Tonino Tesei e nel 2004, con la casa milanese Stradivarius, My new address dedicato alle musiche del contrabbassista e compositore Stefano Scodanibbio.
Sempre per l'etichetta Stradivarius è uscito il CD From the new world che contiene le registrazioni dei concerti dedicati alla musica americana dalla Rassegna nelle edizioni 2004/2005.	
Di recente uscita (2011) con la casa discografica tedesca Wergo un disco contenente le registrazioni della XXVIII edizione con le musiche della compositrice russa Galina Ustvolskaya.
Significativa è l'attenzione che RAI Radio3 ha sempre dedicato al Festival maceratese trasmettendo nel corso degli anni intere edizioni.
Nel 2007 è stato pubblicato da Quodlibet un volume per il 25º anniversario dal titolo Absolument moderne - Rassegna di Nuova Musica. Macerata 1983 - 2007 ed è in programma per il prossimo anno l'archiviazione in digitale di tutti i documenti, registrazioni e testimonianze dei 30 anni della Rassegna. Dal 2009 l'Orchestra Filarmonica Marchigiana partecipa regolarmente ai concerti della Rassegna con vari organici orchestrali.
Nel 2011 si è costituita l'Associazione Nuova Musica cui fanno parte come soci fondatori: Stefano Scodanibbio, Gianluca Gentili e Tonino Tesei.
Per il 2012 è stata attivata una collaborazione con l'Accademia di belle arti di Macerata per la creazione, ad opera degli studenti, di manifesti celebrativi del trentennale.
Dopo la scomparsa di Stefano Scodanibbio (Cuernavaca, 8 gennaio 2012) gli organizzatori della Rassegna intendono proseguire la programmazione del Festival mantenendo la rigorosa linea artistica tracciata dal Maestro maceratese. In tal senso l'Associazione Nuova Musica promuove, in collaborazione con altre associazioni, enti pubblici, ed istituzioni, eventi finalizzati alla conoscenza e alla divulgazione delle opere del repertorio contemporaneo con particolare attenzione ai lavori delle ultime generazioni di compositori.
Dal 2013 il Festival è a cura di Gianluca Gentili con la collaborazione di Maresa Bonugli Scodanibbio e la consulenza artistica di Tonino Tesei.
La Rassegna di Nuova Musica è sostenuta dal Comune di Macerata, dalla Provincia di Macerata e dalla Regione Marche.

## Interpreti e compositori 1983/2012

### Compositori
Rocco Abate, John Adams, Klaus Ager, Robert Aitken, Edgar Alandia, Federico Álvarez del Toro, Claudio Ambrosini, Georges Aperghis, Paolo Arcà, Anneli Arho, Girolamo Arrigo, Gianluca Baldi, Mauro Balma, Lorenç Barber, Richard Barrett, Béla Bartók, Giorgio Battistelli, Ludwig van Beethoven, Alban Berg, Luciano Berio, Robert Berkman, Claudio Bilucaglia, Charles Boone, Pierre Boulez, Todd Brief, Aldo Brizzi, Leo Brouwer, Earle Brown, Anthony Burgess, Sylvano Bussotti, John Cage, Giuseppe Cangini, Chris Chafe, Gilberto Cappelli, Mauro Cardi, Giancarlo Cardini, Elliott Carter, Giulio Castagnoli, Niccolò Castiglioni, Luigi Ceccarelli, Maria Cipollone, Nicola Cisternino, James Clapperton, Aldo Clementi, Enrico Correggia, Andreina Costantini, Henry Cowell, Lyell Creswell, George Crumb, Alvin Curran, James Dashow, Marc-André Dalbavie, Michael Daugherty, Jon Deak, Claude Debussy, Edison Denisov, Ton de Leeuw, Ernesto García de León, Federico Álvarez del Toro, Luis de Pablo, Robert Dick, Francesco Dillon, James Dillon, Violeta Dinescu, Marco di Bari, Eric Dolphy, Franco Donatoni, Jacob Druckman, William Duckworth, Pascal Dusapin, Dennis Eberhard, Christian Eloy, Manuel Enríquez, Julio Estrada, Roberto Fabbriciani, Ivan Fedele, Morton Feldman, Brian Ferneyhough, Lorenzo Ferrero, Michael Finissy, Riccardo Formosa, Luca Francesconi, Paolo Fresu, Fred Frith, Kazuo Fukushima, Anthony Furgess, Mario Garuti,  Daniele Gasparini, Luis Gasser, Ada Gentile, Armando Gentilucci, Carlo Gesualdo, Dinu Ghezzo, Antonio Giacometti, Paolo Giaro Alberto Ginastera, Suzanne Giraud, Giuseppe Giuliano, Philip Glass, Vinko Globokar, Arduino Gottardo, Mel Graves, Gérard Grisey, Adriano Guarnieri, Sofija Gubajdulina, Ronald Halier, Lou Harrison, Jonathan Harvey, Hans-Joachim Hespos, Juan Hidalgo, John Hill, Francesco Hoch, Toshio Hosokawa, Alan Hovhanness, Klaus Huber, Nicolaus A. Huber, Federico Incardona, Charles Ives, Leóš Janácek, Guus Janssen, Keith Jarrett, Tom Johnson, Betsy Jolas, Mauricio Kagel, Matthias Kaul, Thomas Kessler, Jo Kondo, Jarek Kopelent, Jos Kunst, György Kurtág, Helmut Lachenmann, Steve Lacy, Ana Lara, Mario Lavista, Michaël Levinas, Max Lifchitz, György Ligeti, Magnus Lindberg, Ruggero Lolini, Luca Lombardi, Ivana Loudova, Witold Lutosławski, Diego Luzuriaga, Bruno Maderna, Giorgio Magnanensi, Gabriele Manca, Klaus Stephen Mankopf, Philippe Manoury, Giacomo Manzoni, Tomás Marco, Miklos Maros Yori, Aki Matsudaira, Peter Maxwell Davies, Paul Méfano, Alessandro Melchiorre, Fernando Mencherini, Costin Miereanu, Ellsworth Milburn, Fátima Miranda, Pippo Molino, Marc Monnet, Claudio Monteverdi, Ennio Morricone, Lawrence D. “Butch” Morris, David Moss, Gerhardt Müller-Goldboom, Tristan Murail, Conlon Nancarrow, Phill Niblock, Serban Nichifor, Marcos Nobre, Luigi Nono, Larry Ochs, György Orbán, Bob Ostertag, Fabrizio Ottaviucci, Roberto Paci Dalò, Hilda Paredes, Arvo Pärt, Carlo Pedini, Francesco Pennisi, José A. Pérez Puentes, Paolo Perezzani, Goffredo Petrassi, Stefano Pierini,  Joanne Maria Pini, Maurizio Pisati, Robert HP Platz, Roberto Portillo, Henry Pousseur, Sergio Prodigo, Sergej Prokof’ev, Horațiu Rădulescu, Takayuki Rai, Frank Raschke, Jon Raskin, Maurice Ravel, Fausto Razzi, Steve Reich, Paolo Renosto, Roger Reynolds, Wolfgang Rihm, Terry Riley, Lucia Ronchetti, Jean Jacques Rousseau, Poul Ruders, Dane Rudhyar, Axel D. Ruoff, Antonio Russek, Joel Ryan, Frederic Rzewski, Kaija Saariaho, Michael Sahl, Vincenzo Saldarelli, Esa-Pekka Salonen, Aurelio Samorì, Edoardo Sanguineti, Carles Santos, Erik Satie, Alessandro Sbordoni, Giacinto Scelsi, Giancarlo Schiaffini, Dieter Schnebel, Alfred Schnittke, Arnold Schönberg, Peter Schubak, Gunther Schuller, Salvatore Sciarrino, Stefano Scodanibbio, Flavio Emilio Scogna, Giuseppe Scotese, Roger Sessions, Elliott Sharp, Kunsu Shim, Roberto Sierra, Simon & Garfunkel Aleksandr, Skrjabin Dmitrij, Dmitrievic Šostakovic, Gerhard Stäbler, Dorrance Stalvey, Carl Steinberg, Klaus Stephen, Karlheinz Stockhausen, Igor' Fëdorovič Stravinskij, Marco Stroppa, Hubert Stuppner, Mike Svoboda, Yuyi Takahashi, Yoshiisa Taira, James Tenney, Tonino Tesei, Jukka Tiensuu, Camillo Togni, Marco Tutino, Manfred Trojahn, Paolo Ugoletti, Galina Ustvolskaya, Fabio Vacchi, Ludwig van Beethoven, Edgard Varèse, Jesús Villa, Rojo Antonio Vivaldi, Andrew Voigt, Anton Webern, Hans Werner, Henze Martin Wesley-Smith, Tadeusz Wielecki, Christian Wolff, Iannis Xenakis, Isang Yun, Frank Zappa, Gérard Zinsstang, John Zorn, Tommy Zwedberg.